# 棕櫛圓盾介殼蟲
棕櫛圓盾介殼蟲（学名：Hemiberlesia rapax）为盾介殼蟲科櫛圓盾介殼蟲屬下的一个种。